# Benares Shoals

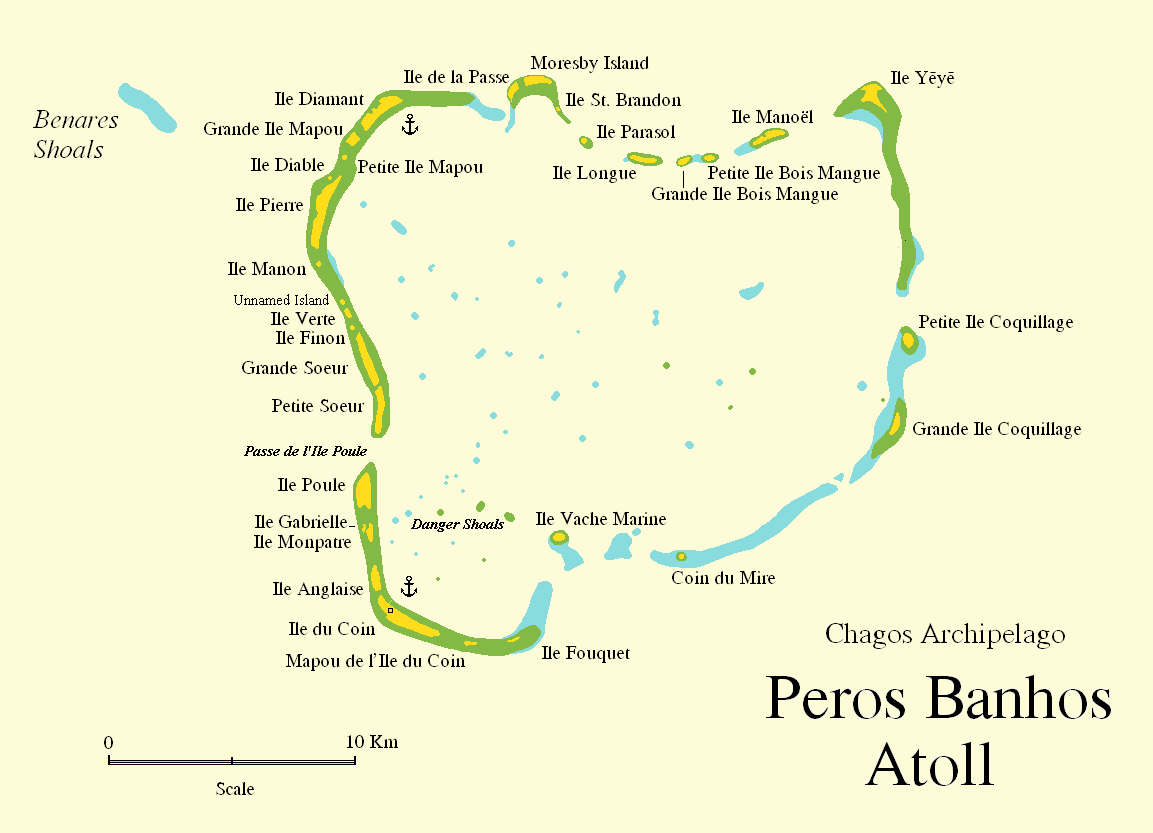
Mapa del atolón Peros Banhos que muestra Benares Shoals en la parte superior izquierda

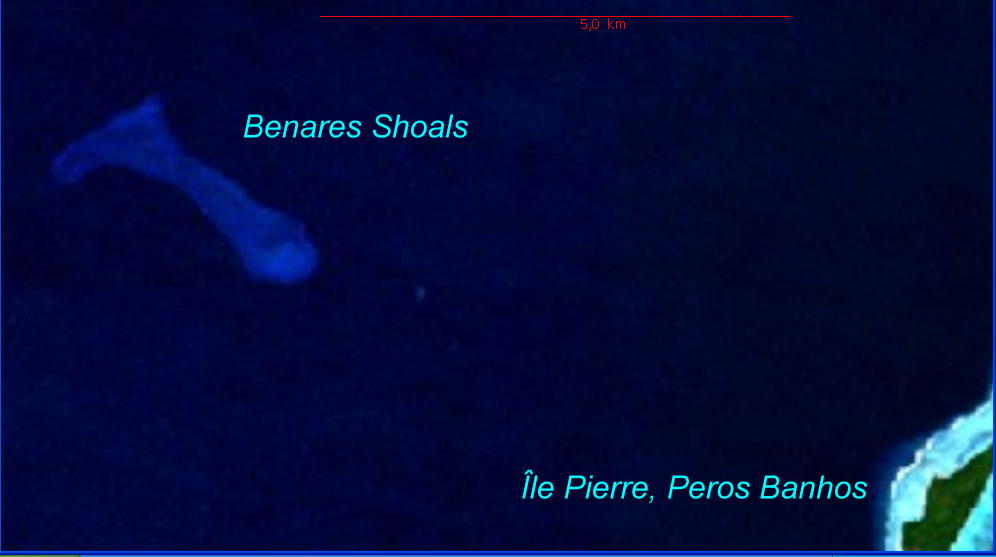
Imagen en color visible Landsat de Benares Shoals, con Île Pierre de Peros Banhos en la parte inferior derecha

Benares Shoals, o Benares Shoal, es un arrecife de coral sumergido, una zona aislada situada a sólo 6 kilómetros al oeste-noroeste de Île Pierre, la isla más cercana del atolón Peros Banhos en el norte del archipiélago de Chagos. Mide unos 3 kilómetros de este a oeste, con una anchura de unos 700 metros  y una superficie de 2 kilómetros cuadrados. La profundidad mínima en el extremo occidental es de 4,5 metros.
El comandante Robert Moresby, de la marina india, inspeccionó por primera vez los Benares Shoals en 1837, a bordo del HMS Benares. El estudio de Moresby produjo el primer mapa detallado de este arrecife sumergido, que posteriormente recibió el nombre de su barco.